# Space Shanty
Space Shanty je jediné studiové album britské rockové skupiny Khan, vydané v červnu 1972 u vydavatelství Deram Records. Nahráno bylo od prosince předchozího roku do února a jeho producentem byl Neil Slaven. Skupina později plánovala i druhé album, ale dřív než jej stihla nahrát se rozpadla; některé písně z plánované druhé desky nahrál frontman Steve Hillage na své sólové album Fish Rising.

## Seznam skladeb
| Pořadí | Název                                                                            | Autor                   | Délka |
| ------ | -------------------------------------------------------------------------------- | ----------------------- | ----- |
| 1.     | Space Shanty                                                                     | Steve Hillage           | 9:01  |
| 2.     | Stranded                                                                         | Hillage                 | 6:35  |
| 3.     | Mixed Up Man of the Mountains                                                    | Hillage, Nick Greenwood | 7:15  |
| 4.     | Driving to Amsterdam                                                             | Hillage                 | 9:23  |
| 5.     | Stargazers                                                                       | Hillage                 | 5:33  |
| 6.     | Hollow Stone                                                                     | Hillage                 | 8:16  |
| 7.     | Break the Chains (bonus na reedici z roku 2005)                                  | Hillage, Greenwood      | 3:31  |
| 8.     | Mixed Up Man of the Mountains (alternativní verze, bonus na reedici z roku 2005) | Hillage, Greenwood      |       |

## Obsazení
- Steve Hillage – kytara, zpěv
- Nick Greenwood – baskytara, zpěv
- Eric Peachey – bicí
- Dave Stewart – varhany, klavír, celesta, marimba